# Física de la tristeza
Física de la tristeza (en búlgaroː Физика на тъгата) es la segunda novela de Gueorgui Gospodínov, publicada en 2011.
La novela causó sensación en Bulgaria: su primera edición se agotó en un día y se convirtió en el libro más vendido del país en 2012. Recibió numerosos premios literarios nacionales y, en traducción, fue preseleccionada para varios premios europeos importantes, incluidos el Premio Strega Europeo y el Brücke Berlin Preis.

## Epígrafes
Consta de once citas, de las cuales tres son atribuidas a un autor ficticio denominado "Gaustín", que será el protagonista de la novela de Gospodinov Refugio del tiempo, o Las Tempestálidas, que ganó el  International Booker Prize 2023.
Algunas de ellas prefiguran la atmósfera que trasmite el libroː
"Ya no es mágico el mundo. Te han dejado." Borges, 1964 
" … Y entro en los campos y anchos palacios de la memoria, donde están los tesoros de innumerables imágenes…" San Agustín, Confesiones, Libro X  
"Siento anhelos de volar, de nadar, de ladrar, de mugir, de aullar… Quisiera tener alas, un caparazón, una corteza como los árboles; quisiera echar humo, tener una trompa, retorcerme, dividirme en muchas partes, estar en todo, emanar mi esencia junto con los olores, crecer como las plantas, fluir como el agua… penetrar en cada átomo, descender hasta el fondo de la materia, ¡ser la materia!" Gustave Flaubert, La tentación de San Antonio

## Trama y temas
La obra comienza con un niño a quien llevan a un espectáculo de fenómenos, donde contempla la patética figura de un niño con cabeza de toro en una jaula y escucha una versión bastarda del mito del Minotauro. El guardián que cuenta la historia, tiene un palo puntiagudo y lo agita hacia el monstruo para hacerlo hablar. Muu, dice el monstruo de mala gana, tan inarticulado y tan indefenso como el niño mudo que lo observa.
El Minotauro es una víctima, incapaz de elegir la forma de su propia concepción, tan irremediablemente deforme. Aún más ser humano que cualquier otra cosa, hay en él una tristeza que ningún animal posee. Está asustado y lo han abandonado. Su entierro en el laberinto significa la práctica de la autoridad de deshacerse de la evidencia de su propia monstruosidad. Él es el expediente de la policía secreta en el archivo cerrado, la loca en el ático, el espectro de una historia reprimida que atormenta el mundo de la superficie. El mito del Minotauro es un vehículo para pensar en voz alta sobre el archivo, no sólo del archivo como depósito de evidencia textual o material, sino en un sentido más abstracto: los registros acumulados de narrativa, de experiencia, de la memoria individual y colectiva. Su cautiverio se recrea compulsivamente a lo largo de la novela, que está llena de sótanos y espacios subterráneos. El narrador (una versión del propio Gospodinov, una de las muchas que se revelan a lo largo del texto, nunca del todo distinguibles) relata una infancia que pasó en un sótano, observando los zapatos de los transeúntes. Su abuelo espera los últimos meses de la Segunda Guerra Mundial en un sótano húngaro, ignorante del final de la guerra por la dueña de la casa. La deja embarazada y regresa a casa sólo para esconderse en su propio sótano: los comunistas buscan desertores y le dispararán si lo encuentran. En una etapa posterior, el Gospodinov original (o alguien muy parecido a él) regresa a la casa de su infancia y se instala en un refugio antiaéreo en el sótano, del que sale sólo por la noche y pasa los días revisando periódicos viejos y envoltorios de chicle, y tratando de excavar su camino hacia algún tipo de acomodación con el pasado. Mientras sus padres van a trabajar durante el día, el niño del sótano sucumbe a la “bulimia” de la lectura. Cuando la omnipotencia de su empatía se desvanece, comienza a coleccionar notas y artefactos en cajas en el refugio antiaéreo. Son las cápsulas del tiempo de las que se alimenta y donde encuentra furor su narrativa. Después de 1989, comenzó a extenderse en Bulgaria primero el olvido y luego la glorificación de la catástrofe llamada comunismo. Se trata de defender la verdad de la propia juventud perdida contra la traición de la historia, y así la novela, con su conocimiento secreto, se convierte en una cápsula del tiempo o en el Arca de Noé.Este Gospodinov desaparece y se envía un nuevo narrador para ordenar los archivos y cajas que ha reunido en el refugio.
El encuentro con el mundo subterráneo es destructivo: el cabello del abuelo se vuelve blanco bajo tierra, el niño nunca sale realmente de su sótano, el archivero-narrador compulsivo desaparece. Ya se trate del Minotauro o de una de sus víctimasː las posibilidades de salir sano y salvo del laberinto son escasas. En un primer pasaje particularmente espeluznante, el narrador se instala en la conciencia de una babosa que su abuelo traga para aliviar el dolor de una úlcera de estómago. Vermos la sorpresa y el placer de la babosa cuando pasa a través de la garganta hacia el cálido sótano del estómago, donde recoce la úlcera con su rastro, y luego accedemos a su pánico creciente a medida que los ácidos estomacales comienzan a tener efecto. Sabemos de la babosa porque el narrador —así nos dice— es capaz de adentrarse en las experiencias de cualquier persona y de cualquier cosa, sin límites de historia o lugar. Consulta a un médico, quien llama a este don "empatía patológica". Le interesa la idea de una empatía radical y transhumana no por lo que le permite hacer en términos de narración, sino por la forma en que convierte al mundo entero en un depósito potencialmente ilimitado de experiencias vividas, un archivo universal de los sentidos, las emociones y la narrativa. La narrativa, en particular, es algo por lo que tiene un apetito destructivo.
El narrador se mueve comprando, suplicando y robando historias, hilándolas a partir de encuentros casuales y sugerencias tangenciales, robándolas de los recuerdos de quienes las han vivido. Es una figura del escritor como cleptómano, ladrón y espía, constantemente ávido de nuevos materiales y siempre insatisfecho: un Minotauro en un laberinto de su propia construcción, poseído por un hambre monstruosa y solitaria.
Este marco se multiplica en episodios paralelos, en reflexiones parasitarias sobre la identidad, la memoria, el envejecimiento, la literatura, la modernidad, la permanencia. El narrador proteico y multiplicado escribe, cuenta y resume, para alejar el miedo a la muerte absoluta, al fin del mundo en el Apocalipsis, inculcado en la escuela de la Bulgaria comunista durante la Guerra Fría. Se experimenta una melancolía de lo no vivido, de lo añorado, del pasado, de lo dejado de lado, de lo abandonado.
La novela está obsesionada con archivos, colecciones, museos y cápsulas del tiempo, por las huellas del tiempo perdido capturadas en textos, imágenes, objetos y objetos efímeros, y por las formas en que estas huellas regresan para perturbar el presente. También gira en torno a ese dilema peculiar de los archivos: si recolectarlo todo, centralizarlo y guardarlo en ámbar para la posteridad, o tirarlo todo, vivir el momento presente y entregar el pasado a la entropía y la dispersión. El interés de Gospodinov radica en cómo se escribe, fabrica, suprime y desentierra la historia.

## Recepción
El crítico literario Pete Mitchell se preguntaː "¿Es esto una tontería hippie? Tal vez. A Gospodinov no le importa lo que pienses. Esto ni siquiera es una novela, mucho menos un manifiesto; es una colección de notas encontradas en un sótano, un bricolaje de observaciones de una serie de Gospodinovs provisionales de quienes el verdadero Gospodinov, sea quien sea, sigue desprendiéndose como piel muerta. Es un catálogo de encantadoras observaciones de un novelista de mediana edad que acaba de tener un hijo, que piensa mucho en su divorcio, que extraña fumar y la forma en que el humo del cigarrillo se dispersa sin palabras en el aire. (A él también le gustaría dispersarse en el aire sin decir palabra). Al igual que los archivos acumulativos del mundo natural, Física de la tristeza evade la descripción y la categorización." 
Katherine Q. Stone considera que "Gospodinov ha escrito la novela para que sirva como una cápsula del tiempo, una que “contendrá las señales y advertencias, las historias no escritas”. Después de todo, argumenta, “si algo es duradero y monumental, ¿qué sentido tiene ponerlo en una cápsula?” La física del dolor es la historia del único archivero de un mundo que ya no existe. Gospodinov sostiene que incluso los recuerdos más devastadores siguen siendo dignos de ser registrados, lo que hace que los lectores se pregunten: si pudiéramos elegir sólo unos pocos momentos de nuestras vidas para compartirlos con personas que nunca conoceremos, ¿cuáles elegiríamos para representarnos?" 
Jean-Luc Nancy destacó en Libérationː "Hay aquí un acontecimiento que lleva como un eco euro-eslavo-mediterráneo a lo que más a menudo nos sucede en el mundo hispano-lusitano: la literatura como palpitación expresada de la vida misma, como posibilidad real de que la vida -la nuestra- sienta. vivo; o incluso la filosofía -sí, aquí son indistinguibles porque debemos considerar como un ejercicio muy erudito el pensamiento del Minotauro como un niño injustamente desterrado de un linaje que tal vez sea el nuestro-. Una filosofía de la gaya ciencia como quería Nietzsche (que también pasa por aquí, furtivamente, en compañía de Sócrates, Séneca, Hölderlin y por supuesto Gaustin)." 
Publishers Weekly criticó que "la novela recorre personajes, épocas e historias; en el último cuarto, la ya débil pretensión de una narrativa central queda completamente de lado, y el narrador reúne una variedad aleatoria de cuentos y observaciones que ha recopilado en sus viajes. Algunas de estas historias brillan, pero la impresión es de relleno y el efecto es agotador. La sensación general que transmite el estilo experimental de Gospodinov no es tanto la de haber leído una novela, sino la de haber recibido una cantidad medida de escritura. Algunas cosas son muy buenas, pero muchas son indisciplinadas y confusas." 
Garth Greenwell en The New Yorker señaló el marco histórico de la novelaː "En diciembre de 2010, The Economist publicó un artículo sobre “la geografía de la felicidad” que declaraba a Bulgaria –en ese momento (junto con Rumania) el miembro más nuevo, y quizás el más difamado, de la UE– “el lugar más triste del mundo”. " [...]  En entrevistas, Gospodinov posicionó el libro como, en parte, una respuesta al artículo del Economist y a clichés más amplios sobre el temperamento de Europa del Este: “En última instancia, mi protagonista está tratando de contar una historia. precisamente sobre este lugar, el lugar más triste, y sobrellevar sus propias tristezas. O al menos ordenarlas y describirlas”.
Jan Volker Röhnert indicó en Tagesspiegel las influencias y la importancia de la memoria en la novelaː "Italo Calvino y Daniíl Jarms, Velimir Jlébnikov y los beatniks, [...] Jorge Luis Borges y Fernando Pessoa se mezclan con la brutal realidad balcánica de hoy [...] Lo único que nos hace seres pensantes y sintientes, lo que nos conecta con el mundo de los padres y abuelos, lo que nos conecta con nuestra propia infancia desapareciendo en el torbellino del tiempo, es la memoria. En numerosas cápsulas y cajas de literatura debe de ser protegida de la decadencia." 

## Premios
- Premio Jan Michalski de Literatura 2016 [10]

## Adaptación
La novela inspiró el cortometraje de animación Física de la tristeza (2019) de Theodore Ushev, coescrito por Gospodínov.